# ناحیه تلاغ
دائرة تلاغ (به عربی: دائرة تلاغ) یک سکونتگاه مسکونی در الجزایر است که در استان سیدی بلعباس واقع شده‌است.